# Station Praszka Zawisna
Station Praszka Zawisna was een spoorwegstation in de Poolse plaats Praszka.